# Iproca ishigakiana
Iproca ishigakiana là một loài bọ cánh cứng trong họ Cerambycidae.